# Воронцовка (Канаський район)
Воронцо́вка (рос. Воронцовка, чув. Çĕнĕ Вăрăмпуç) — присілок у складі Канаського району Чувашії, Росія. Входить до складу Шальтямського сільського поселення.
Населення — 53 особи (2010; 73 у 2002).
Національний склад:
- чуваші — 97 %